# Parafia Opatrzności Bożej w Szczecinie
Parafia pw. Opatrzności Bożej w Szczecinie – parafia rzymskokatolicka należąca do dekanatu Szczecin-Słoneczne, archidiecezji szczecińsko-kamieńskiej, metropolii szczecińsko-kamieńskiej. 

## Historia
Parafia została erygowana 1 lipca 1992 roku przez księdza arcybiskupa Mariana Przykuckiego. Wybudowana kaplica została spalona w nocy z 15 na 16 października 1992 r. W 1999 roku rozpoczęto się budowę kościoła, który został oddany do użytku w 2007 roku.

## Zasięg parafii
W granicach parafii znajdują się ulice osiedli w Szczecinie:
- Osiedle Majowe,
- Kijewo.